# Pawnee (Illinois)
Pour les articles homonymes, voir Pawnee (homonymie).
Pour le peuple amérindien, voir Pawnees.
Le village de Pawnee est situé dans le comté de Sangamon, dans l’État de l’Illinois, aux États-Unis. Sa population s’élevait à 2 739 habitants lors du recensement de 2010, estimée à 2 693 habitants en 2016.